# Sara Gizaw
La princesse Sara Gizaw, duchesse de Harar, née le 1er janvier 1929 et décédée le 17 février 2019, était la veuve du prince Makonnen (en), duc de Harar et deuxième fils de l'empereur Haïlé Selassié d'Éthiopie.

## Biographie

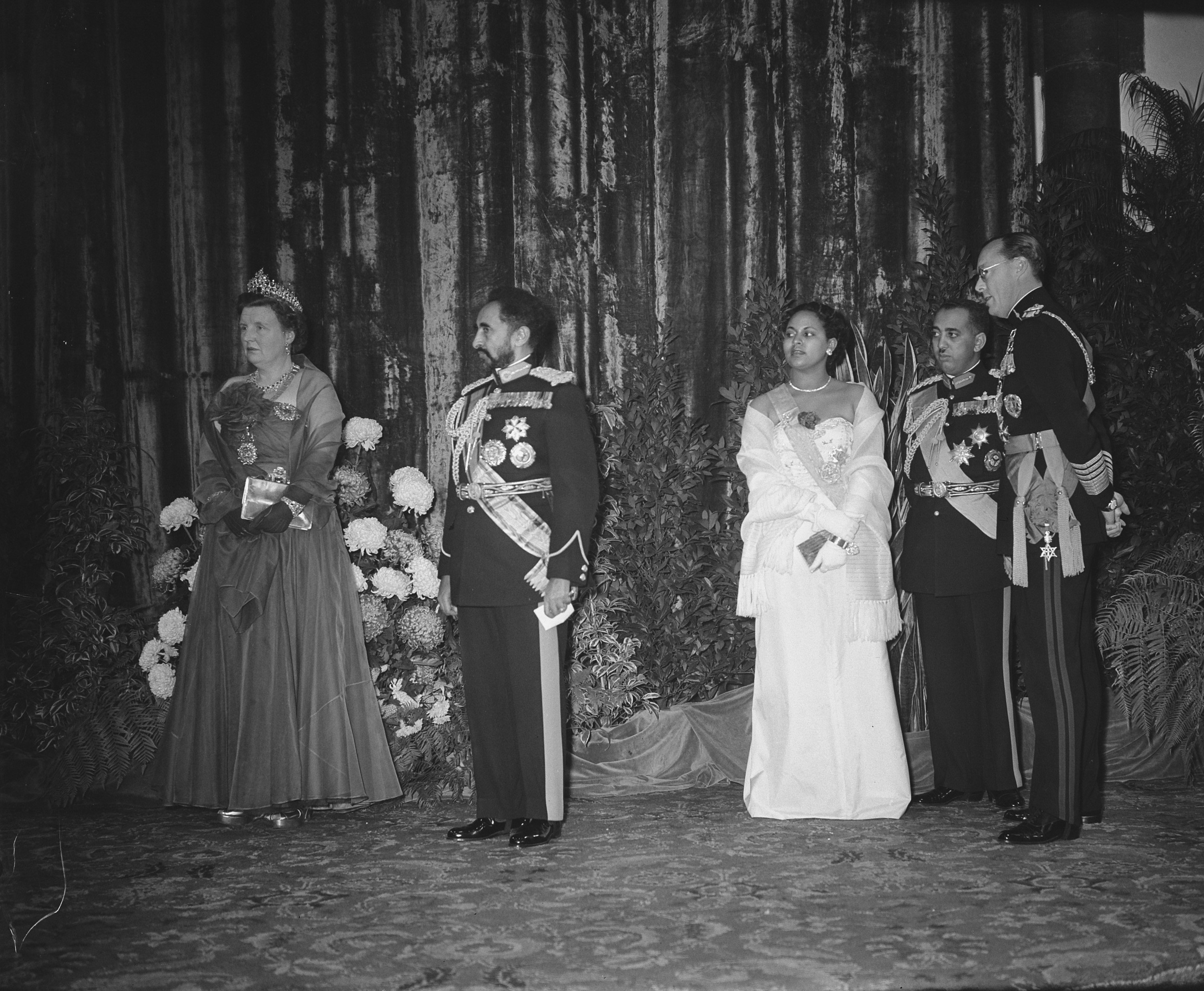
La princesse Sara (en blanc) accompagnant l'empereur Hailé Selassie lors d'une visite d'État aux Pays-Bas, 1954

La princesse Sara naît le 1er janvier 1929. Son père est Gizaw Abera, un ancien Nibure Id d'Aksoum, et son grand-père paternel est Dejazmach Abera Tedla. Sa mère est Aisha Tola, une femme musulmane du Tigré.
Elle fait ses études à la Royal Infirmary Nursing School d'Edimbourg (en).
Elle est mère de cinq fils, Paul Wossen Seged Makonnen, Mikael Makonnen, Tefferi Makonnen, Beede Mariam Makonnen et feu Dawit Makonnen (également connu sous le nom de Makonnen Makonnen). À son époque, la princesse Sara est réputée pour être l'une des plus belles femmes de la cour de l'empereur d'Éthiopie[réf. nécessaire]. Elle devient veuve en 1957 lorsque son mari, le duc de Harar, est tué dans un accident de voiture. Elle accompagne souvent l'empereur lors de visites à l'étranger et agit comme l'une de ses hôtesses officielles avec la princesse Tenagnework après la mort de l'impératrice Menin[réf. nécessaire].
La princesse Sara est emprisonnée avec les autres femmes de la famille impériale d'Éthiopie en 1974 et est libérée de prison en 1988. Au moment de sa mort, la princesse Sara réside à Addis-Abeba[réf. nécessaire]. Le fils aîné de la princesse Sara, le prince Paul Wossen Seged, est le deuxième sur la liste de succession du trône éthiopien, et devrait éventuellement devenir l'héritier présomptif, le prince héritier Zera Yacob Amha Selassie n'ayant pas de fils légitime.

## Décès
La princesse Sara décède le 17 février 2019, à l'âge de 90 ans.

## Honneurs

### Nationaux
- Maison de Salomon: Dame Grand Cordon de l'Ordre Impérial de la Reine de Saba
- Maison de Salomo: Récipiendaire de la médaille d'argent d'anniversaire de l'empereur Haile Selassie I et de l'impératrice Menin
- Maison de Salomo: Récipiendaire de la médaille du jubilé de rubis et du 75e anniversaire de l'empereur Haile Selassie I

### Étrangers
- Allemagne: Dame Grand-Croix de l'Ordre du Mérite de la République fédérale d'Allemagne (1954)[5],[6]
- Pays-Bas: Dame Grand Croix de l'Ordre de la Maison d'Orange[7]
- Suède : Membre de l'ordre royal des séraphins (15 novembre 1954)[8]
- Grèce : Dame Grand-Croix de l'Ordre de la Bienfaisance (1954)
- Autriche : Grande décoration d'honneur en or avec ceinture pour services à la République d'Autriche (1954)[citation nécessaire]